# سوما ایشیگاموری
سوما ایشیگاموری (ژاپنی: 石ヶ森 荘真؛ زادهٔ ۱ ژوئیهٔ ۲۰۰۱) یک بازیکن فوتبال اهل ژاپن است.
از باشگاه‌هایی که در آن بازی کرده‌است می‌توان به باشگاه فوتبال ونریر هاچینوهه اشاره کرد.